# Ommadawn
Az Ommadawn Mike Oldfield 1975. október 21-én megjelent, sorrendben harmadik nagylemeze, amely 2010-ben újrakeverve ismét megjelent. Oldfield előző két lemezéhez hasonlóan ez a mű is két hosszú részre oszlik. Az eddigiekhez képest nagyobb hatással van a munkára a kelta népzene. Sokan az egyik első világzenei albumként tartják számon.
Az első részt a lemez induló motívuma uralja. Utána több téma váltja egymást, de a rész közepén más-más alakban visszatér a kezdő dallam, és egy hosszú, tüzes kataklizmában ér véget a kompozíció, csak az afrikai dobok halk üteme marad meg pár másodpercre, feszültségoldásként. Ebben a záró részben hallható egy kórus, mely a címadó ommadawn szót is énekli. Valójában ez egy ír szó, az amadán, amely idiótát jelent, de Oldfield ezt az éneket csak hangszerként használja; több más munkájában találhatunk halandzsa szöveget is. Az Ommadawn szövege magyar fordításban valami ilyesmi: "Apa az ágyban, a macskák tejet isznak, én egy idióta vagyok és nevetek".
A második rész eleje egy többszörösen egymásra játszott gitárjátékkal indul. Ezután hegedű és más népies hangszerek is felbukkannak, például a duda. A rész végén egy vidám gyermekdal található, melyet Mike Oldfield és egy kis gyerekkórus énekel. A szövegét Oldfield és William Murray írta. Ez a dal 1975 karácsonyára egy kislemez B oldalán is megjelent (a népzene feldolgozás In Dulci Jubilo mellett), amely az angol slágerlista negyedik helyére is feljutott (1976 januárjában).
Az 1976-os Boxed válogatáslemezre az egész Ommadawn felkerült, de újrakevert változatban. (Ezen például az első szám végén a halk dobolás sokkal tovább tart.)

## Számlista
Kétféle felosztás is ismeretes. A kiadványok feliratai szerint csak két részből áll az anyag. A második részen (Pt. 2)  belül foglal helyet az On Horseback dal. A CD kiadványokra azonban ez az utolsó darab külön számként került fel.
| 1. | Ommadawn, Pt. I  | Oldfield | 19:23 |
| 2. | Ommadawn, Pt. II | Oldfield | 17:17 |

| 1. | Return to Ommadawn, Pt. I  | Oldfield | 19:23 |
| 2. | Return to Ommadawn, Pt. II | Oldfield | 13:54 |
| 3. | On Horseback               | Oldfield | 3:23  |

## Közreműködtek

### Zenészek
- Mike Oldfield – akusztikus basszus, akusztikus gitár, bendzsó, bazuki, bodhrán, klasszikus gitár, elektromos basszusgitár, elektromos gitár, elektronikus orgona, glockenspiel, hárfa, mandolin, ütőhangszerek, zongora, spinét, szintetizátor, tizenkét húros gitár, ének.
- The Hereford City Band – rézfúvósok
- Jabula (Julian Bahula, Ernest Mothle, Lucky Ranku, Eddie Tatane) – afrikai dobok
- Clodagh Simonds – vokál
- Bridget St John – vokál
- Sally Oldfield – vokál
- Terry Oldfield – pánsípok
- Pierre Moerlen – üstdob
- Leslie Penning – furulya
- David Strange – cselló
- Don Blakeson – trombita
- Paddy Moloney – ír duda
- "The Penrhos Kids" (Abigail Griffiths, Briony Griffiths, Ivan Griffiths, Jason Griffiths) – ének ("On Horseback")
- Herbie – észak-umbriai kisduda
- William Murray – ütőhangszerek

### Produkció
- Felvételek: The Beacon, 1975. január-szeptember, The Manor (afrikai dobok)
- Producer: Mike Oldfield
- Borítókép: David Bailey

## Eladások és minősítések
| Ország (szervezet)                               | Minősítés | Eladások |
| ------------------------------------------------ | --------- | -------- |
| Hollandia (NVPI)                                 | Arany     | 50 000^  |
| Egyesült Királyság (BPI)                         | Arany     | 100 000^ |
| ^ Eladási adat csak eredeti tanúsítvány alapján. |           |          |

## Érdekességek
- A második rész közepén, a 7:18-tól kezdődő téma korai változatban megtalálható a The Sallyangie 1968-as Children of the Sun című albumának 2002-es CD kiadásának extrái között. Ez a darab Oldfield '60-as évek végi gitárszólója, a Sad Song for Rosie című szám.

## Fordítás
Ez a szócikk részben vagy egészben  az   Ommadawn című angol Wikipédia-szócikk fordításán alapul.  Az eredeti cikk szerkesztőit annak laptörténete sorolja fel. Ez a jelzés csupán a megfogalmazás eredetét és a szerzői jogokat jelzi, nem szolgál a cikkben szereplő információk forrásmegjelöléseként.